# Agassizhorn
Agassizhorn är ett berg på gränsen mellan kantonerna Bern och Valais i Schweiz. Det är beläget i Bernalperna, cirka 65 kilometer sydost om huvudstaden Bern. Agassizhorn ligger strax nordväst om Finsteraarhorn. Berget har namngivits efter den schweiziske geologen Louis Agassiz. Toppen på Agassizhorn är 3 947 meter över havet.